# Mercan Dede Ensemble

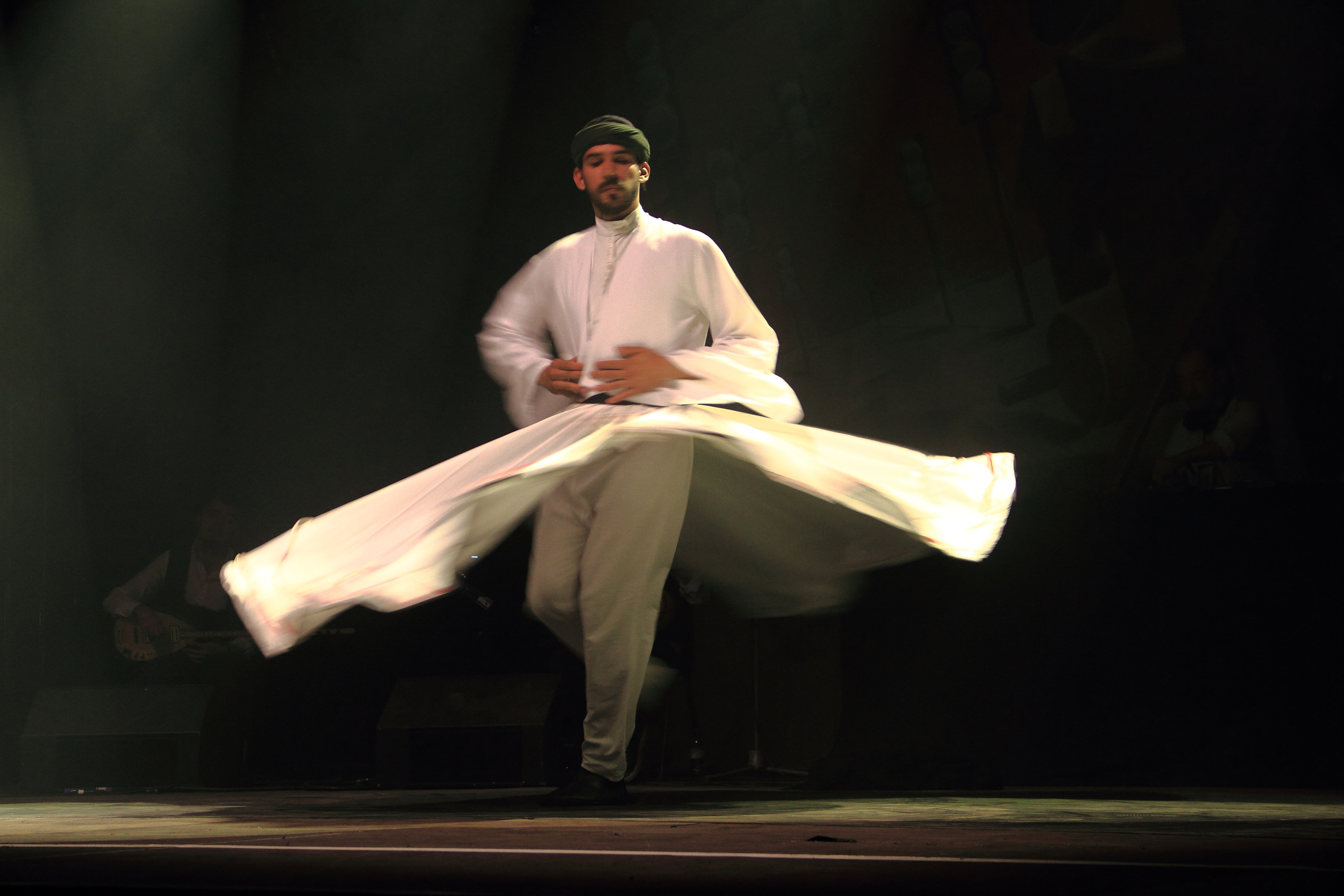
Drehtanz eines Derwischs auf dem TFF Rudolstadt 2014

Mercan Dede Ensemble ist eine Musikgruppe, die moderne elektronische Elemente mit traditioneller Sufi-Spiritualität vereint. Gegründet wurde diese Gruppe im Jahr 1997 von dem Türken Arkın Ilıcalı (* 1966), der heute in Montréal (Kanada) lebt und unter den Künstlernamen Mercan Dede und DJ Arkin Allen arbeitet. Er selbst sagt von sich, dass er sich im Geist der Tanzenden Derwische sieht. Dede ist eine historische türkische Ehrenbezeichnung für führende Persönlichkeiten von Derwisch-Gemeinden.
Das Mercan Dede Ensemble verbindet traditionelle Sufi-Spiritualität mit modernen elektronischen Klängen, wobei orientalische Melodien auf Techno-Sound, Violine und Percussion treffen. Traditionelle Musikinstrumente wie beispielsweise Ney (Rohrflöte), Bendir (Rahmentrommel) und Zarp bringt Mercan Dede in sein Musikprojekt mit ein.

## Diskografie
- 1997: Sufi Dreams (Sufi Träume)
- 1999: Journeys of a Dervish (Reise eines Derwischs)
- 2001: Seyahatname (Geschichte der Reise)
- 2002: Mercan Dede Secret Tribe: Nar (Granatapfel)
- 2004: Su (Wasser)
- 2004: Sufi Traveler
- 2004: als Arkin Allen: Fusion Monster
- 2006: Nefes (Breath/Atem)
- 2007: 800
- 2013: Dünya

Mit dem Titel Nar-ı Mey ist Mercan Dede auf dem Soundtrack des Films Gegen die Wand (2004) von Fatih Akın vertreten. Vom gleichen Regisseur stammt der Dokumentarfilm Crossing The Bridge – The Sound of Istanbul (2005), auf dessen Soundtrack Mercan Dede mit Ab-ı Hayat zu finden ist.